# Smarteq Wireless
Smarteq Wireless AB är ett svenskt företag, nr 556128-5437, som tillverkar antenner och antennsystem för mobil kommunikation.
Smarteqs antenner används i last- och personbilar (även inbyggda i karossen), fjärravlästa elmätare (AMR, Automatisk mätaravläsning) och andra system som kommunicerar trådlöst.
Smarteq bildades 1969 och är idag en del av Allgon AB. 